# Papă emerit
Titlul de papă emerit este acordat de Biserica Catolică unui papă care se află în viață, și care, din motive bine întemeiate, alege să renunțe la pontificat.
Singurul papă cunoscut în istorie cu titlul de papă emerit a fost Benedict al XVI-lea.